# L'Afrique noire est mal partie

L'Afrique noire est mal partie est un livre de l'agronome René Dumont paru en 1962, à la suite, notamment, des missions qu'il réalise au Rwanda, au Mali, au Tchad, au Congo, au Bénin, à Madagascar et au Cameroun de 1959 à octobre 1961, en tant que membre du Comité directeur du Fonds d’aide et de coopération (FAC) du ministère de la Coopération.
Il y décrit méthodiquement les handicaps du continent africain, les problèmes de corruption, les conséquences de la décolonisation, et son diagnostic s'est révélé le plus souvent pertinent par la suite.
L'ouvrage est organisé en quatre thèmes :
1. L'Afrique inter-tropicale piétine
2. Elle pourrait cependant se développer rapidement
3. Pour ce développement, l'Afrique doit repenser son école, ses cadres, ses structures
4. L'Afrique cliente de l'Europe, ou se développant par elle-même

## Réactions
Certaines élites gouvernementales africaines[Lesquelles ?] ont, lors de la parution du livre, exprimé leur désaccord avec cette argumentation qui les remettait en cause.
Sa liberté d'analyse ne plut pas non plus au Premier ministre Michel Debré qui demanda des sanctions à son encontre.